# Кигос, Владимир
Владимир Кигос (чеш. Vladimír Kýhos; 23 июня 1956, в Хомутове, Чехословакия) — чехословацкий хоккеист, нападающий. В составе сборной Чехословакии серебряный призёр Олимпийских игр 1984 года в Сараево.

## Биография
Владимир Кигос начал свою карьеру в клубе «Литвинов». В 1974 году дебютировал в чемпионате Чехословакии за основную команду. За родной клуб отыграл 10 сезонов. В 1987 году уехал за границу, провёл 4 сезона в Финляндии. Закончил карьеру в 1991 году. Самым главным успехом в карьере стала серебряная медаль Олимпийских игр 1984 года в Сараево в составе сборной Чехословакии. После окончания игровой карьеры стал тренером. Был главным тренером многих клубов чешской Экстралиги. Наибольших успехов в тренерской карьере достиг с командой «Комета Брно», с которой дважды становился призёром чешского чемпионата: в 2014-м году серебряным, в 2015-м бронзовым. В начале декабря 2019 года был назначен главным тренером «Литвинова».

## Достижения

### Игрок
- Серебряный призёр Олимпийских игр 1984 года
- Серебряный призёр чемпионата Чехословакии 1978 и 1984
- Бронзовый призёр чемпионата Чехословакии 1982

### Тренер
- Серебряный призёр чешской Экстралиги 1996 и 2014
- Бронзовый призёр чешской Экстралиги 2015

## Статистика
Без учёта выступлений в низших лигах Чехословакии и Финляндии
- Чемпионат Чехословакии — 385 игр, 316 очков (104+212)
- Сборная Чехословакии — 15 игр, 3 шайбы[2]
- Чемпионат Финляндии — 47 игр, 29 очков (10+19)
- Всего за карьеру — 447 игр, 117 шайб